# Amokrane Ould Aoudia
Amokrane Ould Aoudia est un avocat algérien, né le 23 novembre 1924 à Aïn El Hammam et mort assassiné le 23 mai 1959 à Paris.  
Étudiant proche du Parti communiste algérien (PCA) et membre du groupe des étudiants communistes de la Sorbonne et également adhérent du PCF et il est aussi membre du collectif des avocats du FLN. Son engagement en faveur de l'indépendance de l'Algérie lui vaut d'être assassiné à Paris par les autorités françaises.  

## Biographie

### Enfance et études
Amokrane Ould Aoudia naît à Michelet, dans une famille kabyle christianisée où se trouvaient de nombreux juristes et magistrats. Son oncle, Boudjemâ Benjamin Ould Aoudia, lui aussi natif de Michelet en Kabylie, était un simple berger. Recueilli par les Pères blancs de Ouaghzen en octobre 1899 et converti au catholicisme, il devint avocat au barreau d’Alger et membre du « groupe des 61 », c’est-à-dire du groupe des musulmans à l’assemblée algérienne réclamant le droit à l’autodétermination. Le père d’Amokrane était quant à lui entrepreneur de travaux publics, sa mère était mère au foyer.[réf. nécessaire]
Amokrane Ould Aoudia fréquenta d’abord l’école d’Ouaghzen, avant de suivre les cours au collège moderne de Tizi-Ouzou. Il fut ensuite admis à l’école professionnelle de Maison-Carrée réservée à l’enseignement technique des « indigènes ». Après la Seconde Guerre mondiale, Amokrane Ould Aoudia renonça à devenir officier dans l’armée. Proche du Parti communiste algérien, il devint maître d’internat à Alger et donna des cours particuliers, avant de s’inscrire à la faculté d’Alger pour y suivre des études de droit. Très vite néanmoins, il fut stigmatisé par ses professeurs de droit qui lui reprochaient son appartenance au PCA. Réformé du service militaire qu’il avait commencé à effectuer à El-Affroun, il partit en France pour se faire soigner des bronches, d’abord dans les environs de Grenoble, puis à Paris où il reprit ses études de droit.[réf. nécessaire]

### Un jeune avocat
Avocat inscrit au barreau de Paris en 1954, son premier client fut son ami Jean Beckouche, responsable fédéral des groupes de langue des étudiants coloniaux, et qui avait été écarté des EOR pour raisons politiques. C’est Amokrane Ould Aoudia qui décida de porter l’affaire devant le tribunal administratif de Paris et de porter plainte pour « excès de pouvoir » contre le secrétaire d’État de la guerre. Mais, à partir de cette date, et comme la grande majorité des jeunes avocats communistes, Me Ould Aoudia plaida principalement pour les organisations liées au PCF, le Secours populaire et la CGT en particulier.[réf. nécessaire]

### La Guerre d'Algérie
La guerre d’Algérie marqua alors une rupture dans son engagement politique puisqu’en désaccord avec la ligne anticoloniale du PCF, il s’engagea au côté du FLN. D’abord associé à l’avocat Mourad Oussedik, il décida en 1957 de travailler seul et d’ouvrir son propre cabinet, d’abord rue Anatole France puis, en novembre 1958, rue Saint-Marc près de la Bourse. Connu pour ses sympathies pour le FLN et son engagement pour l’indépendance de l’Algérie, il s’occupa rarement de procès de droit commun, plaidant surtout des affaires politiques. De la même manière, il travailla principalement en France, n’allant qu’une fois en Algérie plaider aux côtés de Me Ali Boumendjel, exécuté par les parachutistes en mars 1957. Comme les autres avocats chargés de la défense des militants favorables à l’indépendance de l’Algérie, Me Ould Aoudia dénonça les tortures pratiquées par l’armée et la police françaises pendant le conflit. Ainsi, avec Jacques Vergès, il envoya le 8 septembre 1958 une lettre ouverte au ministre de la Culture, André Malraux, pour dénoncer les tortures subies par deux de ses clients, Hocine Rezgui, un ouvrier des usines Potez, et Mohamed Krama, conducteur aux usines Teka de Courbevoie, dans le commissariat d’Argenteuil, là où les violences policières étaient fréquentes et quotidiennes. Ils lui rappelaient qu’il avait signé, quelques mois auparavant et aux côtés de Jean-Paul Sartre, François Mauriac et Roger Martin du Gard, une adresse au président de la République pour condamner sans équivoque la torture, avant de conclure : « Puisque vous proposiez, monsieur le ministre, à MM. François Mauriac et Albert Camus de se rendre en Algérie pour constater (…) que la torture avait disparu, nous nous permettons de vous suggérer de leur demander plus simplement d’aller à la prison de Versailles et au commissariat de police d’Argenteuil. » La plainte adressée au doyen des juges d’instruction du tribunal de Versailles faisait là encore état des sévices subis par les deux clients de Me Ould Aoudia. En avril 1959, ce dernier devint le principal avocat de « l’affaire de Mourepiane », lors de laquelle seize membres du FLN, parmi lesquels Mohammed Assaoui, responsable de l’organisation à Marseille et son adjoint Cherif Mezzia, étaient accusés de l’incendie du dépôt pétrolier de Mourepiane, dans les quartiers nord de Marseille. Adoptant une attitude accusatrice lors du procès, et refusant la disjonction du cas de l’un des accusés, Abdou Lahmar, il obtint à l’audience du 17 avril le renvoi du procès.

### Assassinat
Amokrane Ould Aoudia est abattu le 23 mai 1959 devant la porte de son cabinet dans le 2e arrondissement de Paris. D'après, notamment, le journaliste d'investigation Vincent Nouzille, cet assassinat aurait été effectué, sur ordre des autorités françaises, par le SDECE dans le cadre d'une opération homo. Dans le film documentaire L'Avocat de la terreur, le colonel Raymond Muelle affirme que le Premier ministre Michel Debré, au courant du projet, ne s'y est pas opposé. 